# Scoglio Faraglione
Lo Scoglio Faraglione (anche detto Scoglio di Pollara) è un isolotto delle Isole Eolie, posto a circa 300 metri dalla costa dell'isola di Salina, nel mezzo della baia del paese di Pollara. Interamente roccioso e disabitato, lo scoglio è di origine vulcanica (come del resto tutte le Isole Eolie), ampio circa 4.900 metri quadrati e alto 35 metri.

## Flora e fauna
Lo Scoglio Faraglione negli ultimi anni è stato oggetto di accurate ricerche naturalistiche, che hanno permesso di accertare la presenza delle seguenti forme di vita.

### Fauna
Sull'isolotto nidificano il gabbiano reale mediterraneo (Larus michahellis) e la berta maggiore (Calonectris diomedea); sono inoltre presenti due specie di vertebrati: il geco comune (Tarentola mauritanica) e la lucertola delle Eolie (Podarcis raffonei). Quest'ultima è una specie a forte rischio di estinzione, in quanto è presente, oltre che sullo Scoglio Faraglione, in tre sole altre stazioni (l'isoletta di Strombolicchio, lo scoglio La Canna presso Filicudi e poche aree dell'isola di Vulcano), quasi tutte isolate e di piccola estensione.

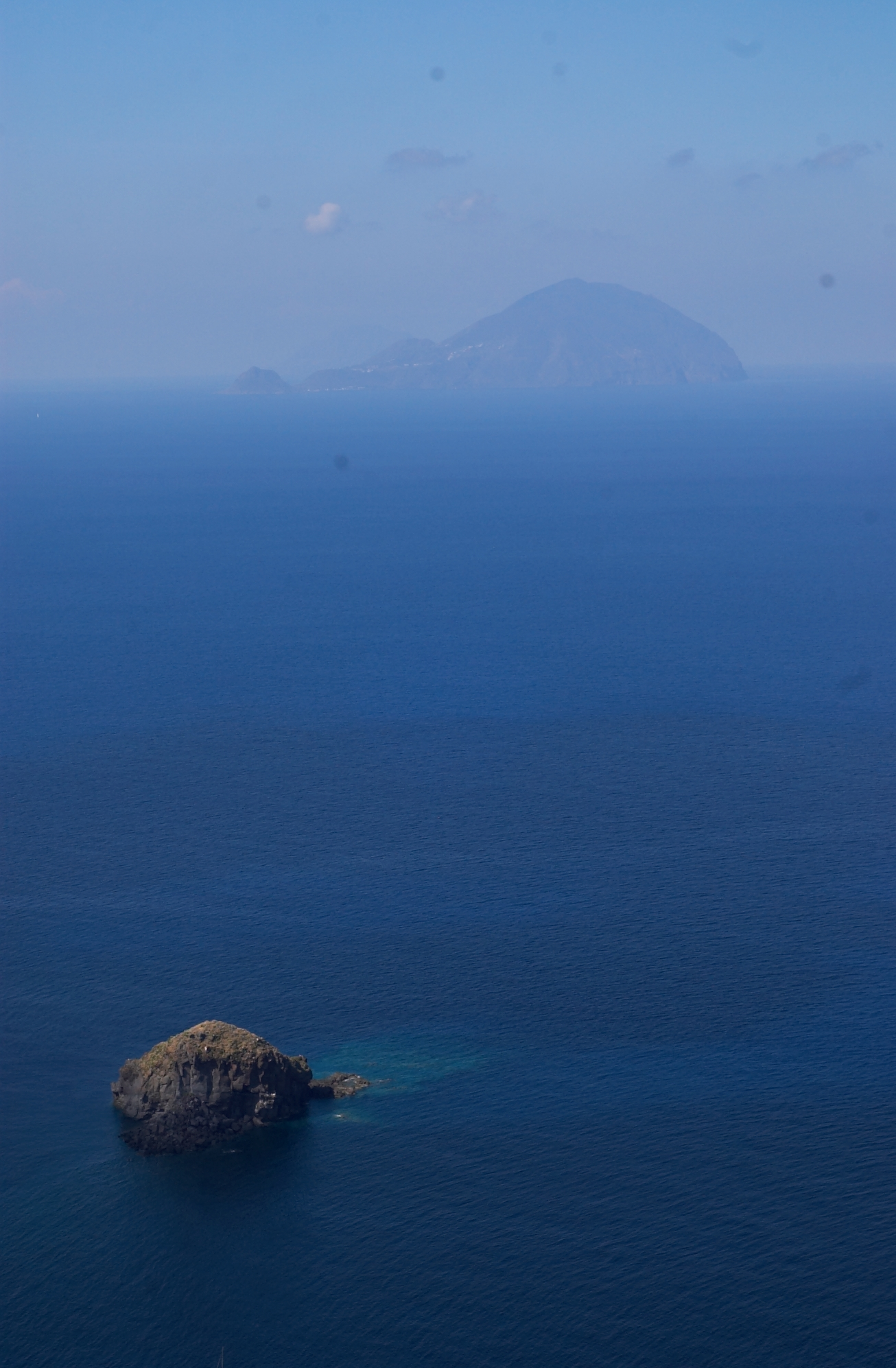
Lo Scoglio Faraglione, sullo sfondo l'isola di Filicudi

Riguardo agli invertebrati, sono state individuate sull'isolotto 23 specie di gasteropodi, pseudoscorpioni, ragni, crostacei isopodi e insetti, fra cui la cocciniglia cotonosa solcata (Icerya purchasi), la formica Camponotus nylanderi e il ragno Dictyna arundinacea.

### Flora
Le piante più diffuse sono il radicchio di scogliera (Hyoseris taurina), il limonio (Limonium minutiflorum), la grattalingua (Reichardia picroides), il ginestrino delle scogliere (Lotus cytisoides) e il garofano delle rupi (Dianthus rupicola). Ve ne sono poi numerose altre a minore diffusione.

## Necessità di tutela
Lo Scoglio Faraglione ospita una specie a forte rischio di estinzione (la lucertola delle Eolie), alcune specie protette (la berta maggiore e il garofano delle rupi), nonché varie sottospecie endemiche e subendemiche. Per questo motivo esso avrebbe bisogno di una speciale forma di tutela che ne preservi l'ambiente. Tuttavia, nonostante nelle Eolie vaste aree delle isole maggiori siano riserva naturale orientata e numerosi scogli siano riserva naturale integrale, a tutto il 2018 nessuna forma di tutela è stata ancora adottata per lo Scoglio Faraglione.

Lo Scoglio Faraglione nella baia di Pollara

## Il postino
Lo Scoglio Faraglione appare in alcune scene del film Il postino (1994), l'ultimo interpretato da Massimo Troisi, in quanto esso fu in parte girato a Pollara.